# Hemmendorf (Rothenburg ob der Tauber)
Hemmendorf ist ein Gemeindeteil der Großen Kreisstadt Rothenburg ob der Tauber im Landkreis Ansbach (Mittelfranken, Bayern). Hemmendorf liegt in der Gemarkung Leuzenbronn.

## Geographie
Südlich des Weilers fließt der Vorbach, ein linker Zufluss der Tauber. Der Ort ist von Feldern umgeben. Gemeindeverbindungsstraßen führen zur Landesstraße 1020 bei Reutsachsen (1 km nördlich), nach Leuzenbronn (1 km südlich) und zu einer Gemeindeverbindungsstraße (0,6 km östlich), die nach Vorbach (0,6 km südöstlich) bzw. die L 1020 kreuzend nach Reutsachsen verläuft (0,7 km nordwestlich).

## Geschichte
1800 gab es in dem Ort fünf Gemeinderechte, die alle die Reichsstadt Rothenburg als Grundherrn hatten.
Mit dem Gemeindeedikt (frühes 19. Jahrhundert) wurde Hemmendorf dem Steuerdistrikt und der Ruralgemeinde Leuzenbronn zugeordnet. Im Zuge der Gebietsreform in Bayern wurde Hemmendorf am 1. Juli 1972 nach Rothenburg eingemeindet.

### Baudenkmäler
- Haus Nr. 1: Steinscheune, im Kern 16. Jahrhundert[7]
- Haus Nr. 7: Wohnhaus, Fachwerkobergeschoss, bezeichnet 1788; zwei Steinscheunen, im Kern 16. Jahrhundert[7]

### Einwohnerentwicklung
| Jahr      | 001818 | 001840 | 001861 | 001871 | 001885 | 001900 | 001925 | 001950 | 001961 | 001970 | 001987 |
| Einwohner | 59     | 54     | 65     | 67     | 60     | 62     | 49     | 69     | 45     | 45     | 42     |
| Häuser    | 9      | 9      |        |        | 11     | 11     | 10     | 10     | 10     |        | 9      |
| Quelle    | [ 9 ]  | [ 10 ] | [ 11 ] | [ 12 ] | [ 13 ] | [ 14 ] | [ 15 ] | [ 16 ] | [ 17 ] | [ 18 ] | [ 1 ]  |

## Religion
Der Ort ist seit der Reformation evangelisch-lutherisch geprägt und bis heute nach St. Andreas (Leuzenbronn) gepfarrt. Die Einwohner römisch-katholischer Konfession sind nach St. Johannis (Rothenburg ob der Tauber) gepfarrt.